# Titanfall (série)
Titanfall é uma série de jogos eletrônicos de tiro em primeira pessoa e ficção científica, desenvolvida pela Respawn Entertainment e publicada pela Electronic Arts. Os títulos principais da série são Titanfall (2014) exclusivamente para Xbox 360, Xbox One, Xbox Series X/S e Windows, e Titanfall 2 (2016) para Xbox One, PlayStation 4 e Windows. Adicionalmente está a ser produzido pelo estúdio Particle City o jogo Titanfall: Assault, um jogo de cartas colecionáveis para as plataformas Android e iOS.
Em Titanfall os jogadores controlam “pilotos” e os seus Titãs de estilo "mecha" em cenários de guerra futuristas. O jogo original criou muita expectativa e tornou-se um dos jogos mais aguardados de 2014, visto ser o primeiro titulo criado por alguns dos ex-produtores da bem sucedida série Call of Duty.
Ambos os jogos da série Titanfall foram bem recebidos pela critica profissional. O primeiro jogo já vendeu mais de 10 milhões de cópias mundialmente.

## Jogabilidade

Imagem retirada de Titanfall, mostrando a jogabilidade dentro de um Titã de 6m.

A jogabilidade dos jogos Titanfall é uma combinação de um jogo de tiro jogado com a perspectiva de primeira pessoa, e se passa num mundo futurista. Os jogadores controlam soldados (chamados de pilotos) a pé que podem comandar enormes Titãs de estilo "mecha" e assim completar os objectivos. O piloto tem várias habilidade que melhoram a sua eficiência em combate, incluindo invisibilidade e várias manobras reminiscentes do parkour. O primeiro Titanfall apenas tem multijogador online, mas contém alguns elementos encontrados em modos para apenas um jogador como um enredo, diálogos e NPC's. O fundador da Respawn, Vince Zampella, descreveu que o jogo traz "escala, verticalidade e história" ao género first-person shooter.
Titanfall 2 é similar ao seu antecessor, na qual os jogadores controlam tanto o piloto como o Titã. Ao contrário do primeiro jogo, Titanfall 2 para além dos modos multijogador tem também uma história/campanha para um jogador. Uma história linear, mas os níveis são similares a áreas abertas oferecendo varias maneiras de explorar e de completar os objectivos.

## Jogos publicados
| Titulo               | Datas de lançamento | Plataformas                          | Produtor                                         | Publicador      |
| -------------------- | ------------------- | ------------------------------------ | ------------------------------------------------ | --------------- |
| Titanfall            | Marco/Abril de 2014 | Xbox One Xbox 360 Windows 10 PC      | Respawn Entertainment Bluepoint Games (Xbox 360) | Electronic Arts |
| Titanfall 2          | Outubro de 2016     | Xbox One Windows 10 PC PlayStation 4 | Respawn Entertainment                            | Electronic Arts |
| Titanfall: Frontline | cancelado           | Android, iOS                         | Particle City                                    | Nexon           |
| Titanfall: Assault   | a anunciar          | Android, iOS                         | Particle City                                    | Nexon           |

| 2014 | Titanfall           |
| 2015 |                     |
| 2016 | Titanfall 2         |
| 2017 | Titanfall: Assault  |
| 2018 |                     |
| 2019 | Apex Legends        |
| 2020 |                     |
| 2021 |                     |
| 2022 | Apex Legends Mobile |

### Série principal

#### Titanfall
Titanfall, o primeiro titulo da série, foi produzido pelo estúdio Respawn Entertainment e publicado pela Electronic Arts para Microsoft Windows e Xbox One em 11 de Março de 2014; a versão para Xbox 360 foi portada pela Bluepoint Games e lançada cerca de um mês depois em 8 de Abril. Titanfall criou muita expectativa e tornou-se um dos jogos mais aguardados de 2014, visto ser o primeiro titulo criado por alguns dos ex-produtores da bem sucedida série Call of Duty. Sem modos para um jogador, em Titanfall os jogadores controlam “pilotos” e os seus Titãs de estilo-"mecha", num cenário de guerra de colónias espaciais em jogos de seis-contra-seis.

#### Titanfall 2
Titanfall 2 foi produzido pela Respawn Entertainment e publicado pela Electronic Arts, foi lançado em 28 de outubro de 2016, para Xbox One, PlayStation 4 e Microsoft Windows. Desta vez, o jogo incluiu uma campanha para um jogador com uma história completa. Muitas das mecânicas de Titanfall retornaram, incluindo mapas no modo multijogador. O jogo recebeu várias atualizações gratuitas após seu lançamento, incluindo um modo multijogador de retorno conhecido como Frontier Defense. O nível "Efeito e Causa" em particular foi bem recebido em geral.

### Outros jogos

#### Apex Legends
Apex Legends é um jogo battle royale que apresenta mecânicas de tiro de heróis e o primeiro grande spin-off de plataforma da série. Embora o jogo não esteja diretamente vinculado a série Titanfall, muitos de seus ativos e recursos de jogabilidade foram baseados em Titanfall 2. Embora, Apex Legends se passe no universo de Titanfall, os jogos não são executados paralelamente. O jogo foi lançado em 2019 para Xbox One, PlayStation 4 e Microsoft Windows, e em 2021 para Nintendo Switch como um jogo gratuito. O jogo foi recebido com recepção crítica positiva. O jogo detém o recorde de mais jogadores inscritos em 1 semana, com 25 milhões. O jogo atualmente tem uma base de jogadores de 100 milhões de pessoas. A versão do jogo para celular chamada Apex Legends Mobile foi lançada em 17 de maio de 2022.

#### Titanfall: Frontline
Titanfall: Frontline é um jogo eletrônico de cartas de combate dentro do universo Titanfall. Produzido pelo estúdio Particle City, está planeado para ser lançado para as plataformas móveis Android e iOS (iPhone e iPad) até ao final de 2016. Foi anunciado em janeiro de 2017 que Frontline tinha sido cancelado.

#### Titanfall: Assault
Titanfall: Assault foi um jogo eletrônico de estratégia em tempo real de cima para baixo para plataformas móveis no estilo de Clash Royale. Foi desenvolvido pela Particle City e Respawn Entertainment, publicado pela Nexon e lançado para iOS e Android em agosto de 2017. Todos os servidores de Titanfall: Assault foram desligados em 30 de julho de 2018. Em 31 de julho de 2018, Titanfall: Assault foi removido do Google Play logo após os servidores serem desligados.

#### Titanfall Online
Em 2016, a Electronic Arts anunciou que estava fazendo uma parceria com a Nexon para criar uma versão específica do mercado asiático de Titanfall chamada Titanfall Online, semelhante ao Counter-Strike Online e Call of Duty Online. Esta versão foi baseada no primeiro Titanfall em vez de sua sequência, com algumas pequenas diferenças, como quatro pilotos principais no jogo, a introdução de um novo titã e um novo mapa. Titanfall Online teve um beta fechado em 2017. Titanfall Online foi cancelado em 9 de julho de 2018, principalmente devido à má recepção durante os testes e a uma mudança de mercado.

## Outras mídias

### Série de televisão
Em entrevista à revista Forbes, Jesse Stern, escritor de Titanfall 2, confirmou que estava a ser criada uma série televisiva inspirada em Titanfall, numa parceria entre a Respawn Entertainment e a Lionsgate Television.

## Recepção
| Jogo        | GameRankings                            | Metacritic                              |
| ----------- | --------------------------------------- | --------------------------------------- |
| Titanfall   | (PC) 84.77% (X360) 70.00% (XONE) 86.71% | (PC) 86/100 (X360) 83/100 (XONE) 86/100 |
| Titanfall 2 | (PC) 89.80% (PS4) 89.36% (XONE) 88.38%  | (PC) 86/100 (PS4) 90/100 (XONE) 91/100  |

Ambos os jogos Titanfall foram bem recebidos pela critica profissional. O primeiro jogo vendeu mais de 10 milhões de cópias mundialmente.